# Rudolf Dollinger
 (Telfes im Stubai, 4 aprile 1944) è un ex tiratore a segno austriaco.

## Palmarès
Olimpiadi
- 2 medaglie:
  - 2 bronzi (Monaco di Baviera 1972 nella pistola 50 metri; Montréal 1976 nella pistola 50 metri)